# Sang-i Chaxmaq
Sang-i Chakmak (Tappeh Sang-e Chakhmaq, Sange Chaxmaq, Chakhmagh) neolitikus régészeti lelőhely, amely az Alborz hegység délkeleti részén fekvő Bastam községtől és Szemnán tartománytól északra található. A hely jól mutatja az átmenetet a térségben a keramikus neolitikus fázisoknál.

## Ásatások
A helyszínt, mely több települési halmot is magában foglal, 1969-ben felfedezte Seiichi Masuda. A helyszínek közül kettőt 1971-1977 között pedig a Tokiói Oktatási Egyetem (ma Cukubai Egyetem).
Más kapcsolódó helyek Deh Kheyr, és Semnan, melyek mindössze 4 km-re találhatók Sang-i Chakmak-tól.

### Nyugati település
A nyugati település kb. 3 m magas, körülbelül 80 m átmérőjű, és öt kulturális réteget tartalmaz.
A 2–5. szintek a keramikus neolitikus fázist képviselik,  de a leletek között van néhány importált obszidián is, emellett sok zoomorf és antropomorf figura is.
Nagyméretű sár-téglaházak épültek vakolattal. Az épületek négyszögletesek voltak és 6x4 m méretű helyiségekből álltak. Két különböző típusú épület található. Néhányban négyszögletes kandalló volt az északi oldalon, részben pedig megfeketedett falak; más épületekben nincs kandalló, és szobáik viszonylag kicsik voltak, de gondosan megtervezett padlóval. Az egyik ilyen kicsi, kandalló nélküli szobában a II. rétegben néhány magasan stilizált agyag figurát is találtak.
Ezen kívül az ásatásokon többek között csontokat, magokat és obszidián késeket is találtak, de kerámiatöredékből mindössze hármat találtak. Kettő a felszínről, a másik pedig a III. Rétegből származik, ebből 300 m²-t ásnak ki. Akira Cuneki munkájában pedig csak négy darabot mutatnak be.

### Keleti település
A keleti település a nyugatitól mintegy 150 m-re, északi-déli irányban 100 m-rel, kelet-nyugati irányban pedig 150 m-rel helyezkedett el. A VI–III rétegek többdimenziós téglalap alakú épületeket tartalmaznak melléképületekkel, gyakran kis munkaterületekkel és sütővel. Az épületek különböző méretűek, átlagos méretük 5 x 8 méter, bejárati csarnokkal vagy udvarral rendelkeztek. 70×20 cm-es agyagblokkból készültek, ugyanazzal a technikával, mint Türkmenisztánban a Dzsejtun-kultúra területén.
A nyugati településektől eltérően keleten nem figyeltek meg gondosan megépített padlókat. Jellemző a „szivaros” sár téglák használata. A III. Rétegben számos kemencét fedeztek fel.
A II. és az I. réteg legfelső rétegeiben az építési tervek eltérnek a fent ismertetettektől. A szobák négyzet alakúak, északi oldalon kandallóval. Ezenkívül a fő helyiségek nem kisebb területekre vannak osztva, hanem kis téglalap alakú szobákra.
A felső rétegben három sír volt, amelyek nők és a gyermekek temetkezését tartalmazzák. Egy fiatal nő koponyáját is itt találták; Tepe Szialk helyszínéről ismert díszes edény borította.
A nyugati településsel ellentétben a keleti település területén nagy mennyiségű kerámiát találtak. A díszes kerámiák többsége geometrikus mintákat mutat, például keresztmetszetű vonalakat, valamint vörös vagy sötétbarna vöröses vagy vöröses háttér előtt húzódó vízszintes és függőleges párhuzamos vonalakat. A felsőbb, fiatalabb rétegek kerámiái állatmotívumokat mutatnak. Vannak kúpos agyagtárgyak, orsók, állati szobrok agyagból vagy kőből, csonttűk, csiszolt kőtengelyek stb.
A talált tárgyak általában hasonlóságot mutatnak Jarim Tepe (Irán) legalacsonyabb rétegével és mindenekelőtt a Dzsejtun-kultúrával.
A Cheshmeh-Ali rétegek itt körülbelül 5000 körül jelenik meg, mint sok más északkelet-iráni telephelyen.

## Kulturális folytonosság
A nyugati település legfelsõ I. rétege régebbi, mint a keleti település legkisebb VI rétege. A nyugati dombon lévő kerámiaszeletek kis mennyiség, ellentétben a keleti nagy mennyiséggel, a nyugati település magasabb korát jelzi. Így a helyszín a kerámia fázis egy átmeneti kulturális periódusát jelenti.
Ezeket az észrevételeket Toshio Nakamura is megerősítette, a Nagojai Egyetem Kronológiai Kutatóközpontjának 2014-ben végzett tanulmányaiban. Vizsgálata során az 1970-es években végzett ásatásokon 40 faszénmintát teszteltek az gyorsítós tömegspektrometria módszerrel. A 40 minta közül 37 felhasználható. A nyugati településen 7200-tól 6600 BC-ig tartó tartózkodási időszakot mutattak. Keleti települést a 6300-5200 BC számlázási periódus jelzi. Úgy tűnik, hogy c. 300 év időeltérés van a két település között.